# Álbuns número um na Billboard 200 em 1984
A seguir se segue a lista dos álbuns que alcançaram a primeira posição da Billboard 200 no ano de 1984. Em 1984, o nome da tabela era Top LPs & Tape até ter sido alterado para Top 200 Albums. Antes da Nielsen SoundScan ter iniciado a monitorar as vendas musicais em 1991, a Billboard fazia uma estimativa com base em uma colecta de amostras representativas de lojas de discos no país, usando serviços telefónicos, fax e mensagens. Os dados eram baseados em rankings feitos por lojas de discos dos trabalhos mais vendidos, ao invés de número exactos.
Em 1984, apenas cinco álbuns atingiram a primeira posição, igualando com 1983 como os anos com o menor número na história da tabela. Embora tenha ocupado o topo da tabela por quinze semanas consecutivas em 1984, Thriller de Michael Jackson iniciou a sua corrida no topo no ano anterior e foi, portanto, excluído. Todavia, foi o disco mais vendido de 1984, tornando-se no primeiro da história dos EUA a ser o mais vendido em dois anos.
Footloose, banda sonora original do filme de mesmo nome, permaneceu por dez semanas consecutivas no primeiro posto da tabela, vendendo mais de sete milhões de exemplares até ao fim do ano. Huey Lewis and the News lançou o seu terceiro álbum de estúdio Sports em Setembro de 1983. Apesar das expectativas limitadas pela sua editora discográfica e a concorrência bem sucedida de outros álbuns como Thriller e Born in the U.S.A., Sports conseguiu atingir o topo da Billboard 200 e vendeu seis mil unidades até ao fim deste ano, alcançando a segunda posição na lista dos mais vendidos do ano.
Em 1984, o cantor e compositor Bruce Springsteen lançou o seu sétimo álbum de estúdio, intitulado Born in the U.S.A.. Springsteen ignorou os movimentos musicais da Segunda Invasão Britânica; ao invés disso, abraçou o legado de Phil Spector e os lançamentos de bandas de garagem com arranjos mais "amigos da rádio" e o uso de sintetizadores, incorporando novas texturas de música electrónica enquanto mantinha o rock & roll americano de meados dos anos 1960. O álbum ocupou o primeiro posto da tabela por quatro semanas consecutivas, tornando-se no segundo do artista a conseguir tal feito, e vendeu mais de meio milhão de cópias até ao fim do ano. Purple Rain, banda sonora do filme de mesmo nome, foi o primeiro álbum de Prince a ser gravado e creditado ao seu grupo de apoio The Revolution. O disco liderou a tabela, uma primeira vez para Prince, pelas últimas 22 semanas do ano e as duas primeiras de 1985, vendendo mais de nove milhões de exemplares.

## Histórico

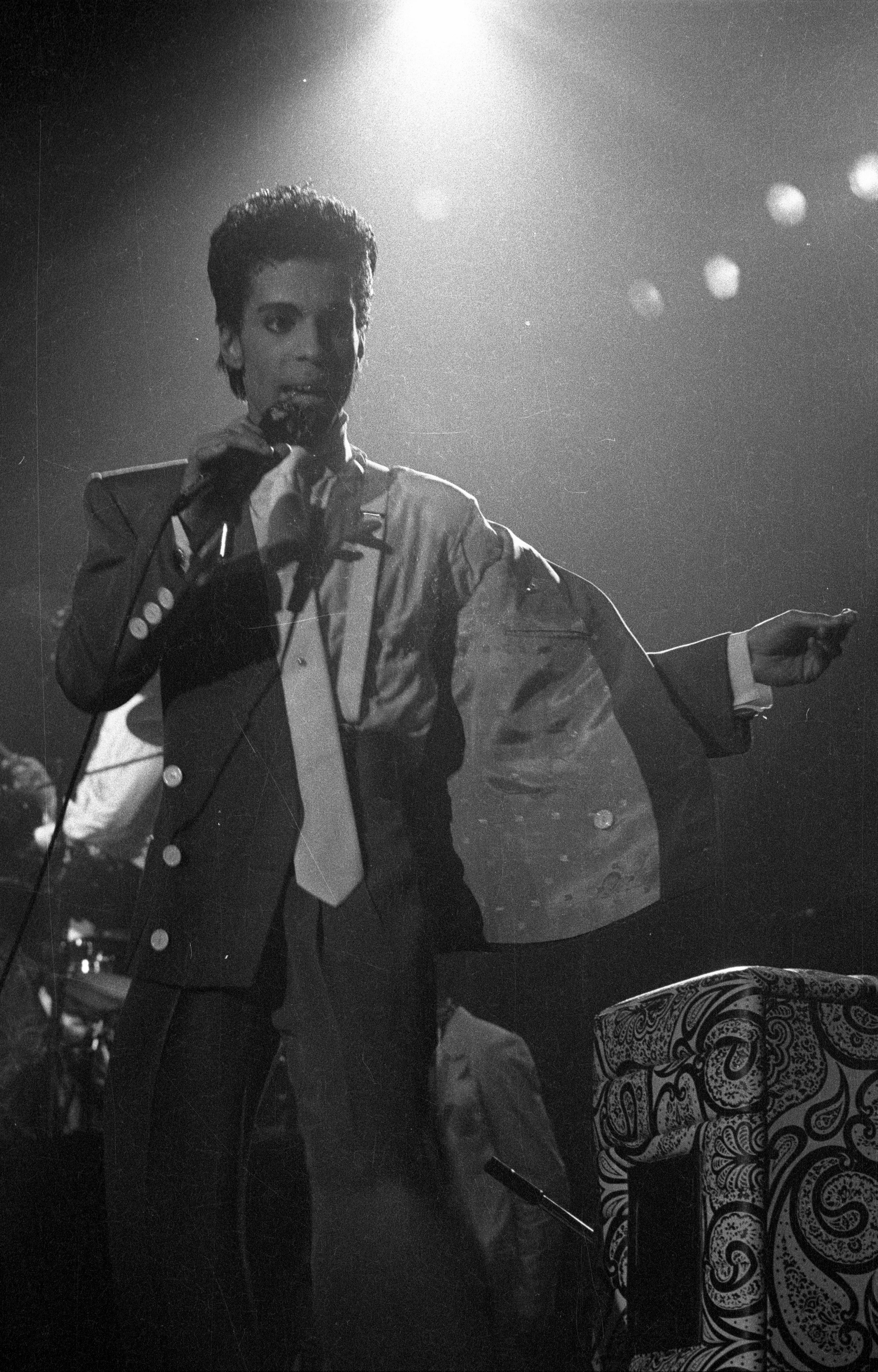
Purple Rain, de Prince (imagem) e The Revolution, foi o álbum que por mais tempo ocupou a primeira posição da Billboard 200 em 1984.

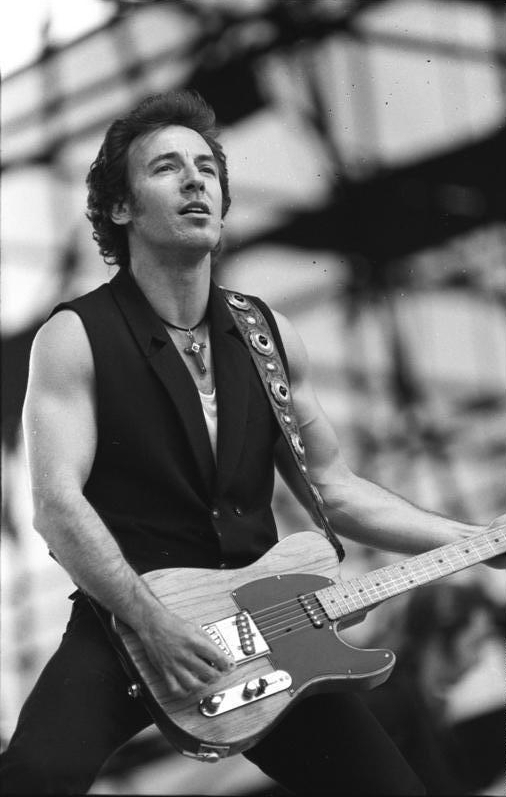
Born in the U.S.A. rendeu ao cantor Bruce Springsteen o seu segundo número um na tabela..

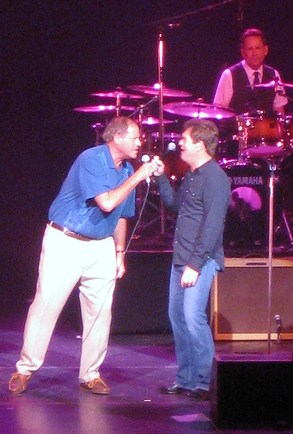
Embora seja o seu terceiro de estúdio, Sports rendeu ao grupo Huey Lewis and the News o seu primeiro número um na tabela musical.

| Data            | Álbum              | Artista(s)              |
| --------------- | ------------------ | ----------------------- |
| 7 de Janeiro    | Thriller           | Michael Jackson         |
| 14 de Janeiro   | Thriller           | Michael Jackson         |
| 21 de Janeiro   | Thriller           | Michael Jackson         |
| 28 de Janeiro   | Thriller           | Michael Jackson         |
| 4 de Fevereiro  | Thriller           | Michael Jackson         |
| 11 de Fevereiro | Thriller           | Michael Jackson         |
| 18 de Fevereiro | Thriller           | Michael Jackson         |
| 25 de Fevereiro | Thriller           | Michael Jackson         |
| 3 de Março      | Thriller           | Michael Jackson         |
| 10 de Março     | Thriller           | Michael Jackson         |
| 17 de Março     | Thriller           | Michael Jackson         |
| 24 de Março     | Thriller           | Michael Jackson         |
| 31 de Março     | Thriller           | Michael Jackson         |
| 7 de Abril      | Thriller           | Michael Jackson         |
| 14 de Abril     | Thriller           | Michael Jackson         |
| 21 de Abril     | Footloose          | Vários                  |
| 28 de Abril     | Footloose          | Vários                  |
| 5 de Maio       | Footloose          | Vários                  |
| 12 de Maio      | Footloose          | Vários                  |
| 19 de Maio      | Footloose          | Vários                  |
| 26 de Maio      | Footloose          | Vários                  |
| 2 de Junho      | Footloose          | Vários                  |
| 9 de Junho      | Footloose          | Vários                  |
| 16 de Junho     | Footloose          | Vários                  |
| 23 de Junho     | Footloose          | Vários                  |
| 30 de Junho     | Sports             | Huey Lewis and the News |
| 7 de Julho      | Born in the U.S.A. | Bruce Springsteen       |
| 14 de Julho     | Born in the U.S.A. | Bruce Springsteen       |
| 21 de Julho     | Born in the U.S.A. | Bruce Springsteen       |
| 28 de Julho     | Born in the U.S.A. | Bruce Springsteen       |
| 4 de Agosto     | Purple Rain        | Prince e The Revolution |
| 11 de Agosto    | Purple Rain        | Prince e The Revolution |
| 18 de Agosto    | Purple Rain        | Prince e The Revolution |
| 25 de Agosto    | Purple Rain        | Prince e The Revolution |
| 1 de Setembro   | Purple Rain        | Prince e The Revolution |
| 8 de Setembro   | Purple Rain        | Prince e The Revolution |
| 15 de Setembro  | Purple Rain        | Prince e The Revolution |
| 22 de Setembro  | Purple Rain        | Prince e The Revolution |
| 29 de Setembro  | Purple Rain        | Prince e The Revolution |
| 6 de Outubro    | Purple Rain        | Prince e The Revolution |
| 13 de Outubro   | Purple Rain        | Prince e The Revolution |
| 20 de Outubro   | Purple Rain        | Prince e The Revolution |
| 27 de Outubro   | Purple Rain        | Prince e The Revolution |
| 3 de Novembro   | Purple Rain        | Prince e The Revolution |
| 10 de Novembro  | Purple Rain        | Prince e The Revolution |
| 17 de Novembro  | Purple Rain        | Prince e The Revolution |
| 24 de Novembro  | Purple Rain        | Prince e The Revolution |
| 1 de Dezembro   | Purple Rain        | Prince e The Revolution |
| 8 de Dezembro   | Purple Rain        | Prince e The Revolution |
| 15 de Dezembro  | Purple Rain        | Prince e The Revolution |
| 22 de Dezembro  | Purple Rain        | Prince e The Revolution |
| 29 de Dezembro  | Purple Rain        | Prince e The Revolution |